# Partit de la Germanor dels Turcmans
El Partit de la Germanor dels Turcmans de l'Iraq (Iraqi Turkmen Brotherhood Party; turc: Irak Türkmen Kardeşlik Partisi, kurd: Parti Brayeti Turkoman Iraq) és un partit polític turcman iraquià dirigit successivament per Walid Sharika i Waleed Mohammed Saleh. Walid Sharika el va fundar quan va esclatar el Partit de la Unitat i la Germanor. Va qualificar a altres partits (referint-se al Front Turcman Iraquià) com agents i espies d'un poder estranger (referint-se a Turquia). El 2002 va integrar l'Associació Nacional dels Turcmans.
Està aliat als dos partits principals kurds i participa en les eleccions en l'aliança kurda i Saleh fou elegit diputat a l'Iraq en les eleccions del desembre del 2005 dins les llistes de l'Aliança Democràtica Patriòtica del Kurdistan. Abona la idea d'incorporar Kirkuk al Kurdistan Iraquià.